# Alex Smith
Alex Smith (Carnoustie, 1872 – Baltimore, 21 april 1930) was een Schots golfer die twee keer het US Open won.
In 1901 verloor Smith in de play-off van Willie Anderson voor het US Open. In 1906 won Smith voor de eerste keer het US Open met een 72-hole score van 295. In 1910 won hij voor de tweede keer het US Open. Daarnaast won hij ook verscheidene golftoernooien zoals het Western Open en het Metropolitan Open.
Zijn broer Willie Smith was ook een golfer, die het US Open in 1899 won.

## Prestaties

### Golftoernooien
- 1903: Western Open
- 1905: Metropolitan Open
- 1906: US Open, Western Open
- 1909: Metropolitan Open
- 1910: US Open, Metropolitan Open
- 1913: Metropolitan Open

### Major Championships
| Jaar | Toernooi | Score           | Score | Info                                                  |
| ---- | -------- | --------------- | ----- | ----------------------------------------------------- |
| 1906 | US Open  | 73-74-73-75=295 |       | [ 1 ]                                                 |
| 1910 | US Open  | 73-73-79-73=298 | +6    | Won de play-off van John McDermott en Macdonald Smith |